# Nick Kiriazis
Nick Kiriazis, född 9 juni 1969 i Madison, Wisconsin, USA är en amerikansk skådespelare verksam mellan 1996 och 2012.
Kiriazis växte upp i East Hampton på Long Island och gick på the State University of New York. Han studerade till ingenjör när han började ta teaterlektioner och upptäckte att han älskade att spela teater. Han började därför utbilda sig till skådespelare. Han åkte till Los Angeles, där han fick roller i TV-serierna Wings (1990-talet), The Nanny (1990-talet) och George & Leo (1997–1998). 
I TV-serien Sunset Beach spelar han präst och lillebror till kriminalassistenten Ricardo Torres.